# Astronomical Society of Australia
Astronomical Society of Australia é o órgão profissional que representa astrônomos na Austrália. Foi criado em 1966.